# Festival Internacional de Ballet de Trujillo
El Festival Internacional de Ballet de Trujillo es un evento que se celebra en la ciudad peruana de Trujillo desde 1977. Este festival es una competencia  de danza que reúne a exponentes del ballet que representan varios países como Chile, Ecuador, El Salvador, Francia, México y Alemania entre otros. Fue organizado en sus primeras ediciones por Stella Puga y en la actualidad  es organizado por la Compañía de Ballet de Trujillo.

## Historia

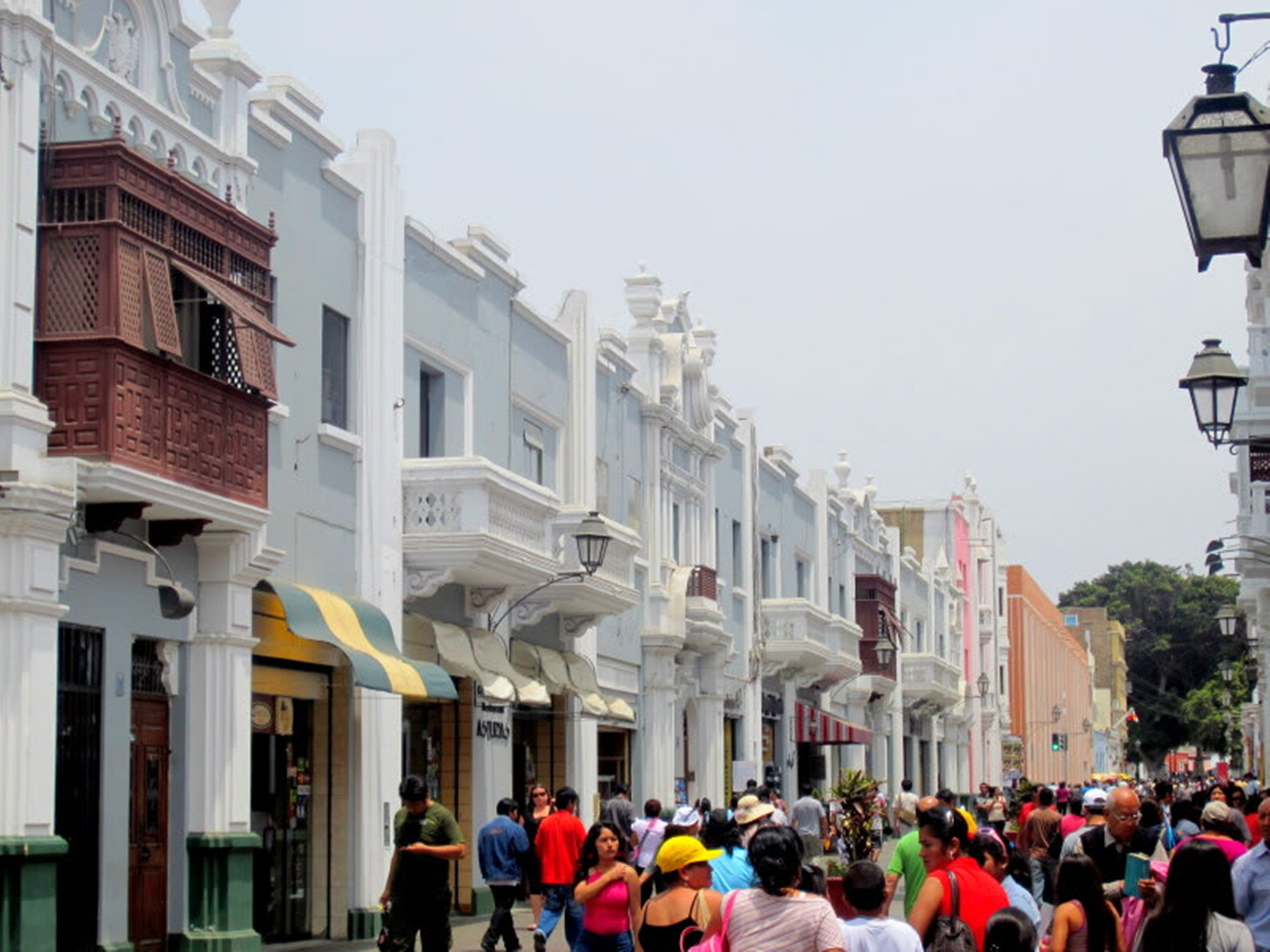
En el Centro Histórico de Trujillo se realiza el "Festival Internacional de ballet de Trujilloo", se observa parte de la arquitectura del Paseo Pizarro

Este festival tiene sus inicios en Stella Puga quien en su trayectoria artística fue primera bailarina y fundadora del Ballet de Cámara de Trujillo desde el año 1960. En 1969 ella fundó en la ciudad de Trujillo la Escuela de Ballet y ha tenido a su cargo la dirección del INC en Trujillo; en 1977 organizó y realizó el Festival Internacional de Ballet de Trujillo, el cual a través del tiempo adquirió reconocimiento internacional. El festival fue organizado y celebrado desde 1977 hasta 1996 por Stella Puga. Desde el año  2007, en que se retomó fue organizado en versión nacional  por el INC - La Libertad con la participación de Selene Ruiz directora de la Compañía de Ballet de Trujillo.
El festival en el año 2012 tuvo una versión internacional nuevamente. La versión de 2012 está programada para el 6 y 7 de noviembre y contará con la participación de diversos países como Perú Chile, Ecuador, El Salvador, Francia, México y Alemania.

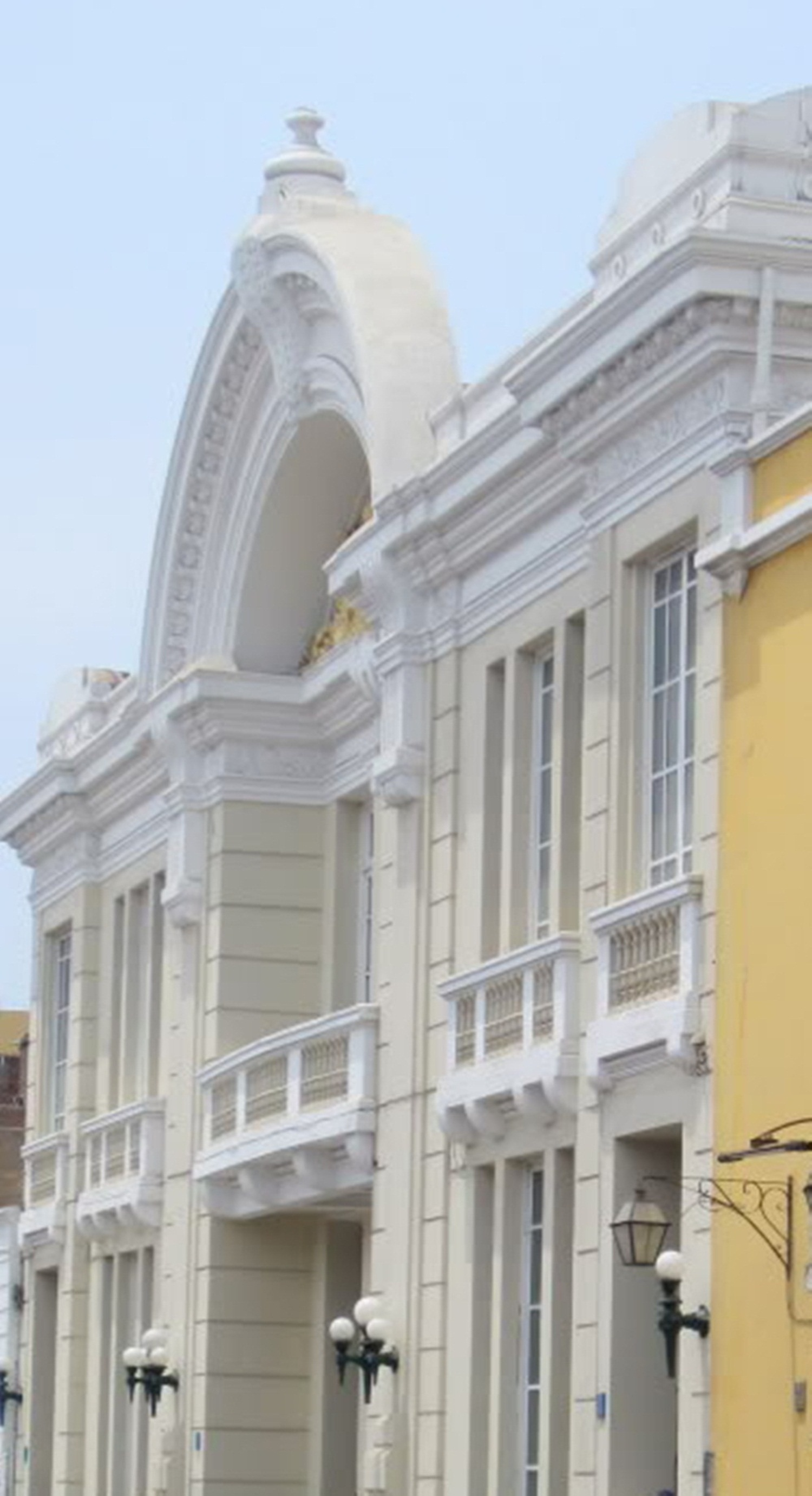
Arquitectura del Teatro Municipal de Trujillo, es el principal escenario del Festival de Ballet

## Ganadores del festival
- Carolina Rocío Vigil Mattos, en la edición del V Festival Internacional de Ballet de Trujillo realizado en 1985 obtuvo el 1.er Puesto en la categoría de 14 a 17 años.